# Faust (2011)
Faust (Russisch: Фауст) is een Russische dramafilm uit 2011 onder regie van Aleksandr Sokoerov. De film is gebaseerd op het toneelstuk Faust (1808) van de Duitse auteur Johann Wolfgang von Goethe en op de roman Doctor Faustus (1947) van de Duitse auteur Thomas Mann. Sokoerov won met deze film de Gouden Leeuw op het Filmfestival van Venetië.

## Verhaal
Faust is een negentiende-eeuwse geleerde, die in een laboratorium wetenschappelijk onderzoek voert. Hij maakt kennis met de duivel, die de vorm heeft aangenomen van een oude man. Hij verkoopt zijn ziel aan de duivel in ruil voor de liefde van de knappe Gretchen.

## Rolverdeling
- Johannes Zeiler: Faust
- Anton Adasinski: Mephistopheles
- Isolda Dychauk: Gretchen
- Georg Friedrich: Wagner
- Hanna Schygulla: Vrouw van Mephistopheles
- Antje Lewald: Moeder van Gretchen
- Florian Brueckner Valentin
- Sigurður Skúlason: Vader van Faust
- Maxim Mehmet: Vriend van Valentin
- Eva-Maria Kurz: Kokkin van Faust